# Dendrochilum cruciforme
Dendrochilum cruciforme är en orkidéart som beskrevs av Jeffrey James Wood. Dendrochilum cruciforme ingår i släktet Dendrochilum och familjen orkidéer.

## Underarter
Arten delas in i följande underarter:
- D. c. cruciforme
- D. c. longicuspum